# ديف نيلسون
ديف نيلسون (بالإنجليزية: Dave Nelson)‏ هو لاعب كرة قاعدة أمريكي، ولد في 20 يونيو 1944 في فورت سيل ‏ في الولايات المتحدة، وتوفي في 22 أبريل 2018 في ميلواكي في الولايات المتحدة بسبب سرطان الكبد.

## وصلات خارجية
- ديف نيلسون على موقعبيزبول رفرنس.كوم (الدوري الرئيسي) (الإنجليزية)
- ديف نيلسون على موقعبيزبول رفرنس.كوم (الدوري الثانوي) (الإنجليزية)
- ديف نيلسون على موقع مشجعي الرسوم البيانية (الإنجليزية)